# Stuart Moulthrop
Stuart Moulthorp est un critique littéraire américain né en 1957.

## L'éducation
Né à Baltimore, dans le Maryland , en 1957, il est devenu un commandant anglais à l'Université George Washington après la lecture de Gravité de l'arc-en-ciel par Thomas Pynchon en 1975. Il a reçu son Doctorat de l'Université de Yale en 1986. Il a enseigné à Yale, à partir de 1984 à 1990, puis à l'Université du Texas à Austin et à l'Institut de Technologie de Géorgie. En 1994, il a déménagé à Baltimore, pour enseigner à l'Université de Baltimore. Comme un ancien Professeur de l'Information des Arts et des Technologies, il a enseigné dans le programme de Baccalauréat en Sciences de la Simulation et de Divertissement Numérique. Il a également été impliqué dans les programmes de Maîtrise et de Doctorat.

## Travail hypertextuel
Moulthrop a commencé à expérimenter avec la théorie de l'hypertexte dans les années 1980, et depuis, il est l'auteur de plusieurs articles et écrit de nombreux hypertexte œuvres de fiction. Il a eu un article publié dans le magazine Wired Son hypertexte Jardin de la Victoire a été présenté sur la première page du New York Times Book Review d'un examen par Robert Coover, et Hegirascope remporté le Eastgate Systems HYSTRUCT Prix. Il a servi en tant que co-éditeur de la Culture Postmoderne et est actuellement inscrite dans le cadre de leur rédaction collective. Il est en partenariat avec Nancy Kaplan, Michael Joyce, et Jean McDaid dans TINAC (Textualité, l'Intertextualité, de la Narration, et Conscioussness). En 1987, Moulthrop créé croisée des chemins pour un premier cycle d'écriture de la classe comme une démonstration de l'hypertexte, de s'approprier de Borges "Jardin de la croisée des Chemins". Cet article reconnaît la possibilité d'avoir une source de liaison de données pour un groupe de données, des liens vers d'autres groupes de données, et ainsi de suite jusqu'à ce que le spectateur décide de quitter la piscine de l'information. Le travail est maintenant disponible à travers Les Nouveaux Médias Lecteur de cd-rom.